# Chimarra kewabi
Chimarra kewabi (лат.) — вид мелких ручейников рода Chimarra из семейства приречные ручейники (Philopotamidae). Эндемики Океании. Этимология видового названия: назван в честь Kewabi — местного языка Папуа — Новой Гвинеи, на котором говорят в районе близ типового местонахождения.

## Распространение
Остров Новая Гвинея, Папуа — Новая Гвинея, Southern Highlands District, гора Иалибу, 2650 м?, около 6° 15' ю. ш., 144° 03' в. д.

## Описание
Ручейники мелких размеров. Длина переднего крыла 6,8 мм. Общий цвет тела и крыльев светло-коричневый. Самцов C. kewabi можно отличить от всех других новогвинейских видов, включая C. sinuosa и C. falcata, по сочетанию признаков, включающих боковые доли сегмента X, которые дорсо-вентрально уплощены в дистальной половине при виде сбоку, с двумя маленькими выступами (сенсиллами?) субапикально (как у C. sinuosa), но в дорсальном и вентральном видах они расширены в дистальной половине, а нижние придатки тонкие, согнуты апикально, расположены почти перпендикулярно и постепенно сужаются дистально, в боковом виде. Самки неизвестны.  Формулы шпор 1, 4, 4; вторая анальная жилка задних крыльев сливается с первой анальной жилкой, образуя замкнутую ячейку. Вид был впервые был описан в 2020 году в ходе ревизии, проведённой австралийским энтомологом Дэвидом Картрайтом (D. I. Cartwright; Wandana Heights, Виктория, Австралия).